# Drenje (Dolenjske Toplice, Slovenija)
Drenje je naselje u slovenskoj Općini Dolenjskim Topllicama. Drenje se nalazi u pokrajini Dolenjskoj i statističkoj regiji Jugoistočnoj Sloveniji. 

## Stanovništvo
Prema popisu stanovništva iz 2002. godine naselje je imalo 50 stanovnika.